# Боян Кураица
Боян Кураица (на хърватски: Bojan Kurajica) е шахматист от Босна и Херцеговина, гросмайстор.

## Биография
Роден е в Любляна, столицата на днешна Словения. Баща му е от Шибеник, а майка му от Брач. Кураица израства в Сплит. През 1972 година се дипломира във Философския факултет в Загреб с италиански и английски език.
През 1965 г. участва на Световното първенство за юноши до 20 години в Барселона, Испания. Спечелва турнира и получава звание международен майстор. От 1966 година живее в Загреб и се състезава за местните клубове „Mladost“, „PTT Zagreb“ и „Monting“.
През 1966 година участва на Световното отборно първенство за студенти в състава на Югославия. Състезава се на първа дъска и изиграва 12 партии (1+, 8=, 3–). Регистрира загуба от Властимил Хорт и реми с Флорин Георгиу и с българина Никола Спиридонов. Отборът на Кураица заема IV-та позиция в крайното класиране.
През 1997 година стига до финалите на Световното първенство по шахмат на ФИДЕ, където отпада в първия кръг от перуанеца Хулио Гранда Зунига с 1,5:2,5.

## Турнирни резултати
- 1967 – Хейстингс, Англия (3-то място, зад Михаил Ботвиник и Волфганг Улман)
- 1974 – Золинген, Германия (3-то място с Борис Спаски, зад Лев Полугаевски и Любомир Кавалек)
- 1976 – Вайк ан Зее, Холандия (3-то място с Михаил Тал, зад Любомир Любоевич и Фридрик Олафсон)
- 1979 – Сараево, Югославия (1-во място на турнира „Босна“ с Милорад Кнежевич и Иван Фараго)
- 1980 – Сараево (2-ро място с Борислав Ивков, зад Властимил Хорт)
- 2004 – Задар (първо място на „Задар Оупън“ със статут на отворено първенство по шахмат на Хърватия)

## Участия на шахматни олимпиади
Участва в десет шахматни олимпиади. Изиграва 115 партии, от които спечелва 32 и завършва реми в 61. Средната му успеваемост е 54,3 процента. Носител е на два отборни медала – бронз (1980) и сребро (1994). През 1994 г. завършва реми с българина Васил Спасов, а през 2002 г. губи от Юлиян Радулски.
| Година | Организатор    | Отбор               | Класиране (отборно) | Дъска    |
| 1980   | Ла Валета      | Югославия           | 3                   | Четвърта |
| 1984   | Солун          | Югославия           | 8                   | Трета    |
| 1992   | Манила         | Босна и Херцеговина | 12                  | Трета    |
| 1994   | Москва         | Босна и Херцеговина | 2                   | Трета    |
| 1996   | Ереван         | Босна и Херцеговина | 7                   | Трета    |
| 1998   | Елиста         | Босна и Херцеговина | 30                  | Трета    |
| 2000   | Истанбул       | Босна и Херцеговина | 18                  | Трета    |
| 2002   | Блед           | Босна и Херцеговина | 15                  | Трета    |
| 2004   | Калвия         | Босна и Херцеговина | 25                  | Трета    |
| 2006   | Торино         | Босна и Херцеговина | 41                  | Първа    |
| 2010   | Ханти Мансийск | Босна и Херцеговина | 66                  | Трета    |
| 2012   | Истанбул       | Босна и Херцеговина | 54                  | Първа    |

## Участия на европейски отборни първенства
Взима участие в седем европейски отборни първенства. Изиграва общо 51 партии и спечелва 25 точки от тях (9+, 32=, 10–). Успеваемостта му е точно 49 процента. През 1983 г. печели сребърен отборен медал. Играл е партии срещу българите Николай Минев (1970, реми), Крум Георгиев (1980, реми), Петър Великов (1983, загуба) и Васил Спасов (1992, загуба).
| Година | Организатор | Отбор               | Класиране (отборно) | Дъска |
| 1970   | Капфенберг  | Югославия           | 4                   | Седма |
| 1980   | Скара       | Югославия           | 4                   | Пета  |
| 1983   | Пловдив     | Югославия           | 2                   | Пета  |
| 1992   | Дебрецен    | Босна и Херцеговина | 10                  | Трета |
| 1997   | Пула        | Босна и Херцеговина | 10                  | Трета |
| 1999   | Батуми      | Босна и Херцеговина | 13                  | Трета |
| 2003   | Пловдив     | Босна и Херцеговина | 15                  | Втора |